# Sony Alpha 7R V
Die Sony α7R V (Modellname: ILCE-7RM5 Interchangeable Lens Camera with E-mount) ist eine spiegellose Systemkamera des Herstellers Sony. Sie wurde im Oktober 2022 angekündigt, wird mit 4500 € gelistet und erschien im November 2022 in Deutschland.

## Kamerasystem
Die Kamera ist die fünfte der a7R-Reihe und folgt auf die Sony Alpha 7R IV, die 2019 auf den Markt kam. Die Auflösung der Fotos beträgt wie bei der Vorgängerin bis zu 9504 × 6336 im 3:2-Verhältnis, jedoch kann auch auf andere Seitenverhältnisse zugeschnitten werden. Neben den Formaten JPEG und HEIF unterstützt die Kamera ein eigenes RAW-Format, wobei RAW-Aufnahmen in verschiedenen Kompressionsstufen gespeichert werden können. Mit komprimierter RAW-Aufnahmeeinstellung lassen sich kontinuierlich 10 Bilder pro Sekunde schießen, und ununterbrochen maximal 583 RAW-Fotos am Stück. Neu mit dieser Kamera wird eine KI-Recheneinheit eingesetzt, die Motive und andere Subjekte zuverlässiger erkennen soll. Zur Stabilisierung des Gerätes kommen acht Stabilisierungsstufen zum Einsatz, die in fünf Achsen agieren. An der Seite können bis zu zwei Speichermedien eingesteckt werden. Diese können SD- und CFexpress-Typ-A-Karten sein.

## Videoaufnahme
Videos können in 8K-FUHD oder 4K-UHD aufgenommen werden. 8K liegt in 7680 × 4320 Pixeln und 24 oder 25 fps vor (abhängig vom NTSC- oder PAL-Modus), und die Kamera unterstützt eine 10-Bit- und eine 4:2:0-Farbunterabtastung-Aufnahme. Die 8K-Aufnahmefunktion soll ungefähr 30 Minuten Aufnahme in 10-Bit ermöglichen. Die Datenrate kann 400 Mbit/s oder 200 Mbit/s betragen. 4K-UHD wird mit bis zu 60 fps aufgenommen, unterstützt ebenfalls 10 Bit und 4:2:2-Farbunterabtastung und kann maximal 200 Mbit/s Bitrate anwenden. Als Kompression bzw. Codecs werden XAVC S, XAVC HS und H.264 bzw. H.265 genutzt. Der Farbumfang wird mit dem ITU-R BT.2100-Standard angegeben. Weitere Aufnahmeeinstellungen bieten eine Aufnahme in Full-HD (1920 × 1080 Pixel) und Einstellungen für Zeitraffer und Zeitlupe. Diese umfassen Bildraten von 1, 2, 4, 8, 15, 30, 60 und 120 fps.

## Qualitative Einordnung des Sensors
Im Test von DXOMARK wurde der Kamerasensor mit 100 Punkten eingestuft (102 Punkte ist die höchste vergebene Punktzahl). Die Bewertungskriterien unterteilen sich in einem errechneten Wert der Farbtiefe bei Porträtaufnahmen, des Dynamikumfangs bei Landschaftsaufnahmen und in den Bereich der Fotografie bei schwachem Licht. Bei der Farbtiefe wird gemessen, welche die maximale Farbanzahl ist, die der Sensor unterscheiden kann. Diese beträgt 26,1; bei einem Höchstwert von 26,5. Die höchste vergebene Punktzahl von 14,8 wird bei dem Dynamikbereich erzielt. Dieser gibt an, wie gut der Sensor mit großen Helligkeitsunterschieden umgeht, und wie viele Details in extrem hellen und dunklen Bereichen vorhanden sind. Einzig bei hohen ISO-Empfindlichkeiten schneidet die Kamera verglichen mit Top-Modellen nicht gut ab. So wurde eine ISO-Empfindlichkeit von 3187 als Grenze ermittelt, bei der Fotos noch akzeptabel sind. Manche Modelle schaffen hierbei maximal 4505. Die der Kamera reiht sich qualitativ bei Modellen wie der Leica M11, der Nikon Z7II, oder der Panasonic Lumix DC-S1R ein. Unter den getesteten Modellen erreichen lediglich die Hasselblad X1D-50c (102) und Pentax 645Z (101) höhere Werte, diese sind jedoch Mittelformatkameras.

## Auszeichnungen
In den TIPA WORLD AWARDS 2023 wurde die Kamera als „beste professionelle Vollformatkamera“ ausgezeichnet.